# قائمة مدارس علم النفس
المدارس النفسية هي وجهات نظر علمية ومدارس مختلفة في مختلف فروع العلم. ظهرت المدارس المختلفة باختلاف العلماء في ماهية الإنسان نفسه وقوى الخير والشر، العدوانية، الحب، الحيادية والسلبية. اختلاف المدارس قد أثرى هذا العلم.
المدارس النفسية فيها النظريات الكلاسيكية العظيمة من علم النفس. وقد كان لكلٍ منها تأثير كبير، ولكن معظم علماء النفس حاولوا الانتقائية لوجهات النظر التي تجمع جوانب من كل مدرسة.
الأكثر تأثيرا هي المدرسة السلوكية، ومدرسة التحليل النفسي لفرويد، انظمة علم النفس، الوظيفية، الإنسانية / العلاج الغشتلتي، والمدرسة المعرفية. مؤسس علم النفس الحديث هو «ويليهام فونت». وتضم القائمة أدناه هذه المدارس الأكثر تأثيرا في فكر علم النفس:
- علم النفس الإنساني
- علم النفس التحليلي
- علم النفس الحيوي
- المدرسة البنائية
- المدرسة السلوكية (انظر أيضا الراديكالية السلوكية)
- علم الوراثة السلوكي
- علم النفس المقارن
- علم النفس السلوكي
- الطاقة الحيوية
- علم نفس المعرفي
- المدرسة المعرفية
- علم النفس الثقافي والتاريخي
- علم النفس العمقي
- علم النفس الوصفي
- علم النفس التنموي
- علم النفس التطوري
- علم النفس الاجتماعي
- علم نفس الأنا
- علم النفس البيئي
- علم النفس الوجودي
- تحليل السلوك التطبيقي
- تحليل السلوك التجريبي.
- الوظيفية
- علم النفس التنموي
- علم النفس الغشتلتي (الخبرة الكلية)
- علم النفس الإنساني
- علم النفس الفردي
- علم النفس الصناعي
- الملاحظة الذاتية
- علم نفس أورجانيسميك
- علم النفس التنظيمي
- علم النفس الظاهراتي
- علم الفراسة (يعتبر الآن الزائفة))
- علم النفس العملي
- التحليل النفسي
- علم النفس الراديكالي المدرسة السلوكية - غالبا ما تعتبر مدرسة للفلسفة، وليس علم نفس.
- علم النفس من النفس
- علم النفس الاجتماعي (علم النفس الاجتماعي والثقافي)
- البنيوية
- انظمة علم النفس
- تحليل المعاملات
- تاريخ علم النفس